# Young Dolph
Adolph Robert Thornton Jr. (Chicago, Illinois; 27 de julio de 1985 - Memphis, Tennessee; 17 de noviembre del 2021), conocido por su nombre artístico Young Dolph, fue un rapero estadounidense.
En el 2016, lanza su álbum de estudio debut denominado, King of Memphis, el cual alcanzó el puesto número 49 en el ranking Billboard 200. Participó en el sencillo Cut It del cantante O.T. Genasis, el cual alcanzó el puesto número 35 en el ranking Billboard Hot 100.

## Biografía
Su familia se mudó a Memphis, Tennessee, cuando el tenía dos años de edad. Tuvo dos hermanas y dos hermanos, siendo primo en segundo grado del también cantante de rap Juice Wrld. Thornton fue criado principalmente por su abuela; sus padres experimentaron adicciones al crack y, cuando era niño, solo los veía cada pocas semanas.[cita requerida]

## Asesinato
El 17 de noviembre del 2021 a los treinta y seis años de edad fue asesinado por varios disparos en la ciudad de Memphis.